# Lorenzo Francés de Urrutigoyti
Lorenzo Francés de Urrutigoyti (Tudela, 1595-Zaragoza, 1669) fue un eclesiástico español, especialmente conocido por ser amigo de personajes como Jerónimo de Barrionuevo y Baltasar de Gracián.

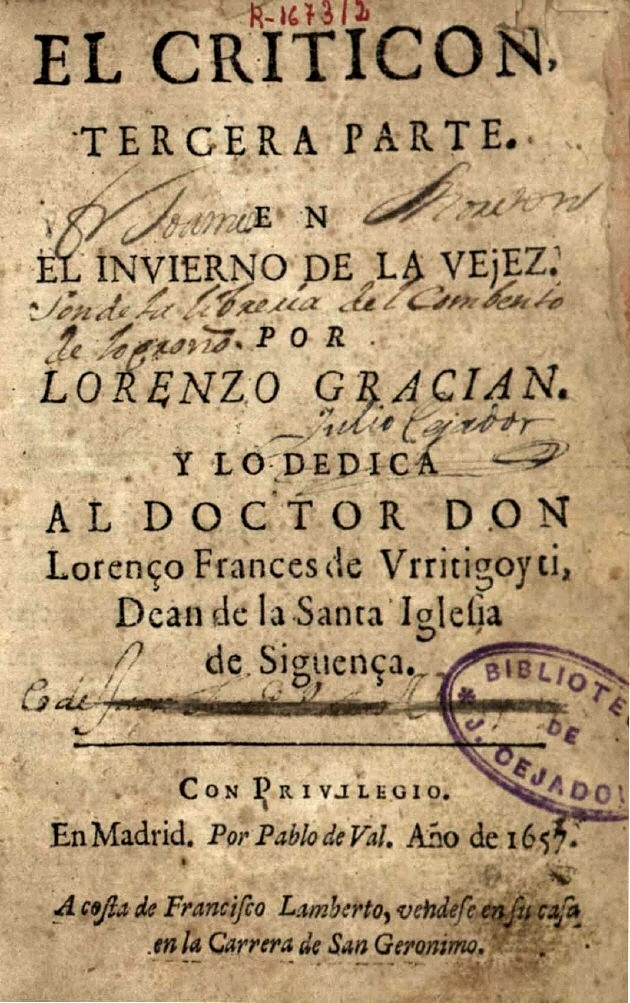
Tercera parte de El Criticón de Gracián con la dedicatoria a Lorenzo Francés de Urrutigoyti, en una edición de 1657.

## Biografía
Fue hijo del matrimonio formado por Martín Francés y Petronila de Lerma. Su padre llegó a ser Vicetesorero real de Aragón. Por su madre era nieto de Lorenzo de Lerma y Violante de Lasala. Se bautizó en la (entonces) iglesia de Santa María en Tudela, el 11 de febrero de 1595, siendo sus padrinos, sus familiares, Melchor de Lerma y María de Lasala.
Estudió en la Universidad de Salamanca. Posteriormente, llegó a alcanzar el grado de doctor, no conociéndose en que facultad. Estuvo en Roma, en algún momento entre 1613-14 y 1622-23, donde conocería a Diego de Barrionuevo, enviado por la villa de Madrid para conseguir la canonización de Isidro Labrador.

Fue dedicatario de la tercera parte de El Criticón del jesuita Baltasar de Gracián, que lleva por título En el  invierno de la vejez y fue publicado en 1657. En esta dedicatoria, Gracián le describe como:
un señor anciano tan grave, entendido y prudente.
Jerónimo de Barrionuevo le dedicó sus Avisos desde Madrid desde 1654 a 1658, según descubrió Martín Galán en 2008.
Murió en Zaragoza el 27 de noviembre de 1669.Le fue dedicado un sermón fúnebre predicado por Martín Caballero de Isla, canónigo de la catedral de Sigüenza, en ese templo el 18 de diciembre de 1669, siendo publicado a instancias del deán y cabildo de Sigüenza al año siguiente.En su testamento de 1668 dejaba mandado que en caso de morir en Zaragoza, como ocurrió, quería ser enterrado en la capilla de San Gregorio de la iglesia de la Exaltación de la Santa Cruz, junto a sus padres y hermanos. Esta capilla fue fundación de los herederos de su hermano Pedro Antonio en 1636.

### Individuales
1. ↑  Gálvez Martín, Rubén (2020). «Vínculos, amistades y Avisos en la Castilla del Siglo de Oro: una aproximación al entramado noticioso entre Jerónimo de Barrionuevo y Lorenzo Francés de Urrutigoyti». Studia Aurea: Revista de Literatura Española y Teoría Literaria del Renacimiento y Siglo de Oro (14): 325-366. ISSN 1988-1088. Consultado el 7 de diciembre de 2023.
2. 1 2  Fuentes Pascual, Francisco (1949). «El P. Baltasar Gracián y la familia Francés de Urrutigoyti y Lerma». Príncipe de Viana 10 (34): 53-64. ISSN 0032-8472. Consultado el 7 de diciembre de 2023.
3. ↑  Caballero de Isla, 1670, p. [13].
4. ↑  Barrionuevo, Jerónimo de (1892). Avisos de D. Jerónimo de Barrionuevo (1654-1658) I. M. Tello. p. 290. Consultado el 7 de diciembre de 2023.
5. 1 2  Martín Galán, Manuel M. (2008). «Sobre el Deán destinatario de los "avisos" de Barrionuevo». Anales seguntinos: revista de estudios seguntinos del Centro de Estudios Seguntinos de la Asociación Cultural "El Doncel de Amigos de Sigüenza (24): 113-140. ISSN 0213-0459. Consultado el 7 de diciembre de 2023.
6. ↑  Ramírez de Luque, 1805, pp. 183-186.
7. ↑  Caballero de Isla, 1670, pp. ppss.